# 여기 여기 붙어라!
《この指とまれ!》는 TOKIO의 13번째 싱글이다.

## 설명
- TOKIO 멤버 전원이 MC를 맡은 후지TV 버라이어티 프로그램 《ねばぎば! TOKIO》의 주제곡으로 타이업 되었다.
- 프로모션 도중 부상을 입어, 아사히TV 음악 프로그램 《뮤직스테이션》에서 멤버가 부상 입은 채 출연하였다. 5명 중 4명이 부상. 그 때문에 특집 프로에서는, 나가세 토모야는 의자에 앉아 다리에 기브스를 한 채로 노래 부르기도 하였다.

## 수록곡
1. この指とまれ!
  - 작사·작곡 : 와케 유우 / 편곡 : 사쿠마 마사히데
2. EMBLEM
  - 작사·작곡 : 히구치 료이치 / 편곡 : 사쿠마 마사히데
3. この指とまれ!（オリジナル・カラオケ）